# العلاقات المجرية النيكاراغوية
العلاقات المجرية النيكاراغوية هي العلاقات الثنائية التي تجمع بين المجر ونيكاراغوا.

## مقارنة بين البلدين
هذه مقارنة عامة ومرجعية للدولتين:
| وجه المقارنة                                              | المجر                                                       | نيكاراغوا        |
| --------------------------------------------------------- | ----------------------------------------------------------- | ---------------- |
| المساحة (كم2)                                             | 93.04 ألف                                                   | 130.38 ألف       |
| عدد السكان (نسمة)                                         | 9.78 مليون                                                  | 6.22 مليون       |
| الكثافة السكانية (ن./كم²)                                 | 105.12                                                      | 47.71            |
| العاصمة                                                   | بودابست                                                     | ماناغوا          |
| اللغة الرسمية                                             | لغة مجرية                                                   | اللغة الإسبانية  |
| العملة                                                    | فورنت مجري                                                  | كوردبا نيكاراغوا |
| الناتج المحلي الإجمالي (بليون دولار)                      | 139.14 مليار                                                | 13.81 مليار      |
| الناتج المحلي الإجمالي (تعادل القوة الشرائية) بليون دولار | 260.42 مليار                                                | 31.63 مليار      |
| الناتج المحلي الإجمالي الاسمي للفرد دولار أمريكي          | 12.36 ألف                                                   | 2.09 ألف         |
| الناتج المحلي الإجمالي للفرد دولار أمريكي                 | 25.07 ألف                                                   | 4.92 ألف         |
| مؤشر التنمية البشرية                                      | 0.828                                                       | 0.631            |
| رمز المكالمات الدولي                                      | +36                                                         | +505             |
| رمز الإنترنت                                              | .hu                                                         | .ni              |
| المنطقة الزمنية                                           | ت ع م+01:00، ت ع م+02:00، أوروبا/بودابست ‏، توقيت وسط أوروبا | 00               |

## منظمات دولية مشتركة
يشترك البلدان في عضوية مجموعة من المنظمات الدولية، منها:
| علم المنظمة | اسم المنظمة                               | تاريخ انضمام المجر | تاريخ انضمام نيكاراغوا |
| ----------- | ----------------------------------------- | ------------------ | ---------------------- |
|             | مؤسسة التنمية الدولية                     | 29 أبريل 1985      | 30 ديسمبر 1960         |
|             | يونسكو                                    | 14 سبتمبر 1948     | 22 فبراير 1952         |
|             | وكالة ضمان الاستثمار متعدد الأطراف        | 21 أبريل 1988      | 12 يونيو 1992          |
|             | الأمم المتحدة                             | 14 ديسمبر 1955     | 24 أكتوبر 1945         |
|             | الاتحاد البريدي العالمي                   | ?                  | ?                      |
|             | البنك الدولي للإنشاء والتعمير             | 7 يوليو 1982       | 14 مارس 1946           |
|             | الاتحاد الدولي للاتصالات                  | 1866               | 12 مايو 1926           |
|             | منظمة حظر الأسلحة الكيميائية              | ?                  | ?                      |
|             | مؤسسة التمويل الدولية                     | 29 أبريل 1985      | 20 يوليو 1956          |
|             | المركز الدولي لتسوية المنازعات الاستشارية | 6 مارس 1987        | 19 أبريل 1995          |
|             | منظمة التجارة العالمية                    | 1995               | ?                      |
|             | منظمة الشرطة الجنائية الدولية             | ?                  | ?                      |

## وصلات خارجية
- موقع وزارة الخارجية المجرية
- موقع وزارة الخارجية النيكاراغوية